# Шубка
Шу́бка — два вида женской верхней одежды в России. Шубка могла быть распашной одеждой без рукавов из ситца на вате или кудели, застёгивавшейся на крючки. В Архангельской губернии, на Алтае и в Забайкалье их шили и на меху. Шубкой также называли девичью горничную одежду из шерсти, шёлка, ситца, сатина и китайки в форме круглой прямой юбки до груди на лямках.
В конце XVIII — начале XIX века в городах русского севера среди купеческих жён и дочерей в моду вошли однобортные «боярские шубки» на беличьем и заячьем меху с завышенной талией, длинными пышными рукавами и воротником-стойкой, крытые шёлковой тканью светло-голубого, светло-зелёного или красно-коричневого цветов и отороченные мехом чернобурой лисицы, соболя или куницы. Шубку украшала широкая шёлковая лента, которую завязывали под горлом большим бантом. Несмотря на название, «боярская шубка» обнаруживала сходство с модной одеждой европейского образца.